# Diciottanni - Versilia 1966
Diciottanni - Versilia 1966 è una serie televisiva italiana, trasmessa in prima visione su Rai Uno nel 1988 in seconda serata il giovedì (replica l'indomani, alle 14.15, nelle stessa rete).

## Trama
Secondo serial tv prodotto dalla Rai, dopo Aeroporto internazionale, attraverso storie ambientate nel 1966, alla fine del boom economico e l'inizio dei refoli della contestazione, fra flirt adolescenziali e piccole avventure mature, durante le vacanze in pensioni familiari e piccoli alloggi per l'estate. Il movimento studentesco è lontano, la rivoluzione dei costumi non è ancora all'orizzonte, ma i giovani chiedono una responsabilizzazione che non viene loro concessa facilmente.

## Produzione
La serie venne prodotta fra il 1986 e il 1987. È composta da 18 episodi.
La sceneggiatura fu curata da Sandro Continenza. Si alternano i registi Enzo Tarquini, Massimo Scaglione, Adolfo Lippi, Fausto Dall'Olio, Paolo Petrucci. I costumi sono di Cino Campoy. Il cast principale è fisso, ogni puntata vede la partecipazioni di guest-star.

## Episodi
| nº | Titolo                   | Note | Prima TV Italia |
| -- | ------------------------ | --- | --------------- |
| 1  | Affari d'oro             | scritto da Paola Pascolini e diretto da Enzo Tarquini, con Lidia Broccolino                                                       | 7 gennaio 1988  |
| 2  | Colpo di fulmine         | scritto da Giacomo Scarpelli e diretto da Massimo Scaglione, con Cinzia De Ponti                                                  | 7 gennaio 1988  |
| 3  | Marmellata di albicocche | scritto da Giorgio Mariuzzo e diretto da Fausto Dall'Olio, con Amerigo Fontani                                                    | 14 gennaio 1988 |
| 4  | Siamo seri               | scritto da Giorgio Mariuzzo e Paola Pascolini                                                                                     | 21 gennaio 1988 |
| 5  | Tutto fa brodo           | scritto da Giorgio Mariuzzo e Paola Pascolini, diretto da Enzo Tarquini, con Sergio Benvenuti, Isa Gallinelli, Domenico Fortunato | 28 gennaio 1988 |
| 6  | Bugiardi cronici         | scritto da Umberto Contarello e Adolfo Lippi                                                                                      | 4 febbraio 1988 |
| 7  | ...                      | |                 |
| 8  | Fermo posta              | soggetto e sceneggiatura di Alberto Pellicciari, diretto da Adolfo Lippi, con Martin Philips                                      |                 |
| 9  | ...                      | | 14 aprile 1988  |
| 12 | ...                      | | 14 aprile 1988  |
| 13 | Prego, si spogli         | | 21 aprile 1988  |
| 14 | Una ragazza pericolosa   | | 28 aprile 1988  |
| 15 | Falso allarme            | | 5 maggio 1988   |
| 16 | Ciak per un bacio        | scritto da Chicchi Canovai, con Licinia Lentini                                                                                   | 12 maggio 1988  |
| 17 | ...                      | | 19 maggio 1988  |
| 10 | Il malloppo              | | 2 giugno 1988   |
| 11 | Voglia di Londra         | | 2 giugno 1988   |
| 18 | America aspettami        | | 16 giugno 1988  |
| 19 | Una giornata storta      | | 16 giugno 1988  |

## Curiosità
La sigla di apertura è un successo di Piero Focaccia, Stessa spiaggia, stesso mare. Il brano I maschi di Gianna Nannini fa da sigla di coda.
La serie fu ritrasmessa diverse volte su Rai Premium tra 2013 e il 2024.

## Critica
« Leggo di progetti di serial italiani, di scariche di episodi già in cantiere, di imponenti cicli in arrivo. Vecchio Dilemma: fare o non fare il serial in casa, contrastare o non contrastare i Capitol e i Dallas? [...] Versilia 1966, quanto di più goffo, approssimativo e dilattantesco si possa immaginare. Un esempio di carenze macroscopiche di fantasia e di mestiere, e di soldi sprecati, da sottoporre ad attenta analisi ».